# جوزيف برنارد شامبرز
جوزيف برنارد شامبرز (بالإنجليزية: Joseph Bernard Chambers)‏ هو مزارع الكروم وفلاح نيوزيلندي، ولد في 12 مارس 1859، وتوفي في 22 مايو 1931.